# Костюбинський сільський округ
Костю́бинський сільський округ (каз. Қостөбе ауылдық округі, рос. Костюбинский сельский округ) — адміністративна одиниця у складі Байзацького району Жамбильської області Казахстану. Адміністративний центр — село Талас.
Населення — 6412 осіб (2021; 5621 у 2009, 4570 у 1999, 4675 у 1989).
Станом на 1989 рік існувала Костобинська сільська рада (села Головановка, Казпосьолок, Талас), селище Талас перебувало у складі Ільїчівської сільської ради Джамбульського району. 1997 року до складу округу включено селище Талас ліквідованого Акбулимського сільського округу та село Красна Звєзда ліквідованої Краснозвєздинської сільської адміністрації сусіднього Жамбильського району, а також село Ульгулі ліквідованого Ульгулинського сільського округу. Пізніше село Казпосьолок було включене до сладу міста Тараз, селище Талас повернуто до складу Жамбильського району. Після 1999 року село Ульгулі було передано до складу Сарикемерського сільського округу. 2001 року село Красна Звєзда утворило окремий Кизилжулдизький сільський округ. 2019 року до складу округу увійшло селище Талас Акбулимського сільського округу сусіднього Жамбильського району.

## Склад
До складу округу входять такі населені пункти:
| Населений пункт         | Старі назви | Населення, осіб (1989) | Населення, осіб (1999) | Населення, осіб (2009) | Населення, осіб (2021) |
| ----------------------- | ----------- | ---------------------- | ---------------------- | ---------------------- | ---------------------- |
| Костобе, село           | Головановка | 1399                   | 1511                   | 1553                   | 2056                   |
| Талас, село             | -           | 2290                   | 2537                   | 2921                   | 3849                   |
| Талас, станційне селище | -           | 986                    | 522                    | 1147                   | 507                    |